# Corvol-d'Embernard
Ne doit pas être confondu avec Corvol-l'Orgueilleux.
Corvol-d'Embernard (nivernais Courvou) est une commune française, située dans le département de la Nièvre en région Bourgogne-Franche-Comté.

## Géographie
La commune de Corvol-d’Embernard, d’une superficie de 986 hectares, a une altitude allant de 223 à 384 mètres. La forêt communale de Corvol s'étend sur 273 ha.
Elle est adossée à la colline de partage des eaux de la Loire et de la Seine.
Elle est située à 10 km du chef-lieu de canton, Brinon-sur-Beuvron.
Elle est une des 58 communes qui composent la communauté de communes Tannay-Brinon-Corbigny, elle-même intégrée dans le pays Nivernais-Morvan.

### Climat
Pour des articles plus généraux, voir Climat de la Bourgogne-Franche-Comté et Climat de la Nièvre.
En 2010, le climat de la commune est de type climat océanique dégradé des plaines du Centre et du Nord, selon une étude du Centre national de la recherche scientifique s'appuyant sur une série de données couvrant la période 1971-2000. En 2020, Météo-France publie une typologie des climats de la France métropolitaine dans laquelle la commune est exposée à un climat océanique altéré et est dans la région climatique Centre et contreforts nord du Massif Central, caractérisée par un air sec en été et un bon ensoleillement.
Pour la période 1971-2000, la température annuelle moyenne est de 10,8 °C, avec une amplitude thermique annuelle de 15,9 °C. Le cumul annuel moyen de précipitations est de 881 mm, avec 12,4 jours de précipitations en janvier et 7,9 jours en juillet. Pour la période 1991-2020, la température moyenne annuelle observée sur la station météorologique de Météo-France la plus proche, « Premery », sur la commune de Prémery à 14 km à vol d'oiseau, est de 11,1 °C et le cumul annuel moyen de précipitations est de 911,1 mm. 
La température maximale relevée sur cette station est de 40,5 °C, atteinte le 11 août 2003 ; la température minimale est de −15,1 °C, atteinte le 26 janvier 2007,,.
Les paramètres climatiques de la commune ont été estimés pour le milieu du siècle (2041-2070) selon différents scénarios d'émission de gaz à effet de serre à partir des nouvelles projections climatiques de référence DRIAS-2020. Ils sont consultables sur un site dédié publié par Météo-France en novembre 2022.

## Urbanisme

### Typologie
Au 1er janvier 2024, Corvol-d'Embernard est catégorisée commune rurale à habitat très dispersé, selon la nouvelle grille communale de densité à sept niveaux définie par l'Insee en 2022.
Elle est située hors unité urbaine et hors attraction des villes,.

### Occupation des sols
L'occupation des sols de la commune, telle qu'elle ressort de la base de données européenne d’occupation biophysique des sols Corine Land Cover (CLC), est marquée par l'importance des territoires agricoles (61 % en 2018), une proportion identique à celle de 1990 (61 %). La répartition détaillée en 2018 est la suivante : prairies (38,7 %), forêts (36,5 %), terres arables (22,2 %), zones urbanisées (2,6 %). L'évolution de l’occupation des sols de la commune et de ses infrastructures peut être observée sur les différentes représentations cartographiques du territoire : la carte de Cassini (XVIIIe siècle), la carte d'état-major (1820-1866) et les cartes ou photos aériennes de l'IGN pour la période actuelle (1950 à aujourd'hui).

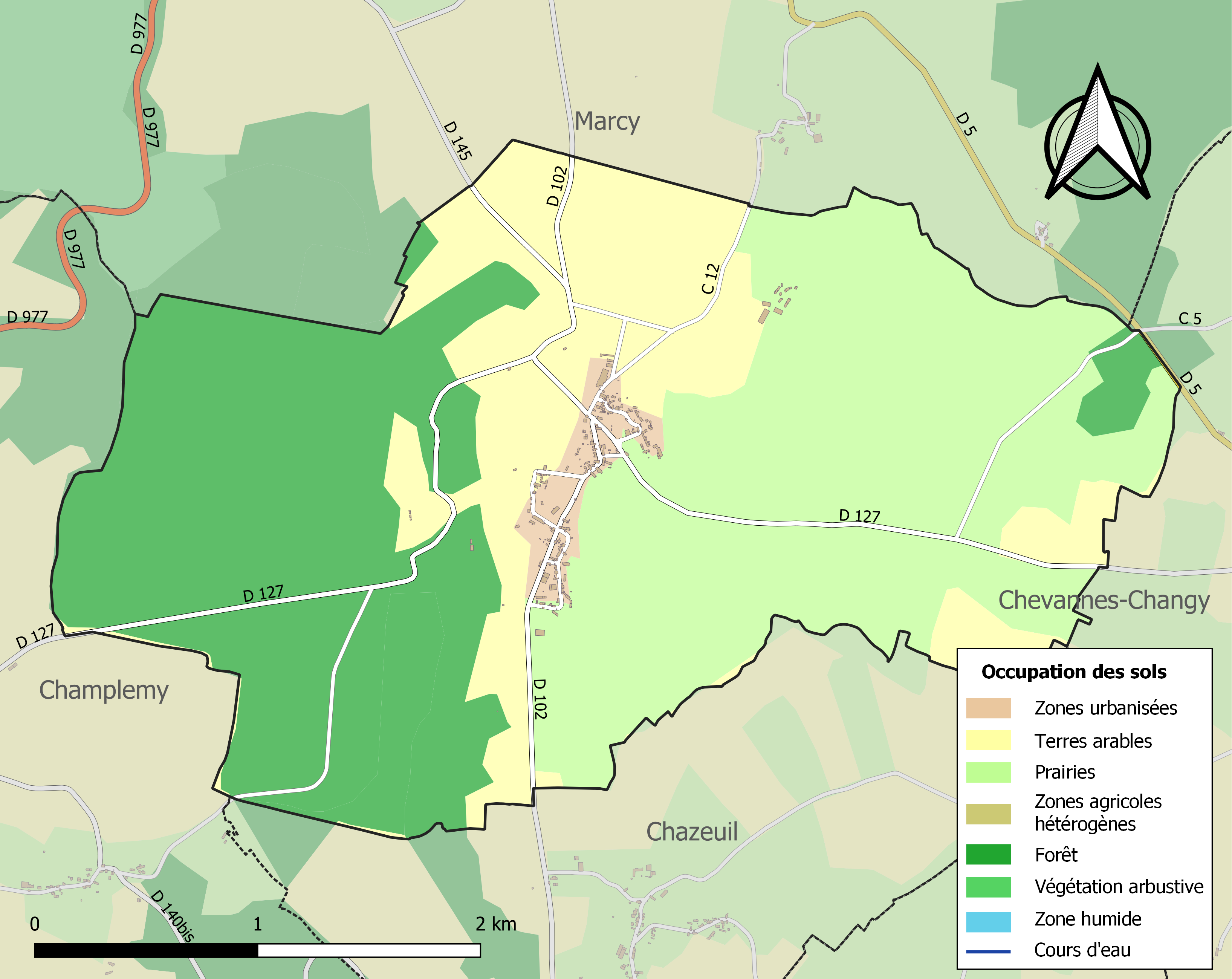
Carte des infrastructures et de l'occupation des sols de la commune en 2018 (CLC).

## Toponymie
Le nom de la localité est attesté sous les formes :
- Corvolium en 1287 (reg. de l'év. de Nevers) ;
- Corvolium-Domipni-Bernardi en 1331 (censier du chap. de Nevers) ;
- Courvol-le-Dampbernard vers 1420 (A. N.) ;
- Corvol-en-Damp-Bernard en 1500 (A. N.) ;
- Corvolle-Dampbernard en 1507 (procès-verbal de la coutume d'Auxerre) ;
- Corvol Dambernard en 1564 (A. N.) ;
- Corvole d'Embernard en 1778 (A. N.)[13].

Voir Corvol-l'Orgueilleux.

## Histoire
- On retrouve des traces écrites de la paroisse depuis le XIe siècle mais on ne sait rien sur ses commencements.
- L'histoire de Corvol d'Embernard est très liée à celle de la Maison de Corvol (ou Courvol)[14] laquelle porte pour armes « De gueules à la croix ancrée d’or, cantonnée en chef de deux étoiles d’argent », et dont les armoiries figurent en tête de la "Généalogie de la Maison de Courvol"[14]
- Hugues de Courvol, qui vivait vers la fin du XIe siècle, peut être regardé comme le fondateur de la Maison de Courvol. On apprend d'un titre de l'an 1088 du prieuré de la Charité sur Loire, qu'il tenait le fief de Courvol (de Corvolio) de Robert des Ouches, lequel en donna la mouvance à ce monastère du consentement d'Agnès sa femme[14].
- Corvol d'Embernard (Courvol Dam Bernard) est sorti de la Maison de Courvol le 22 avril 1380 lorsque Jeanne d'Artois, veuve de Simon de Thouars, comte de Dreux, en rendit hommage[15]. Elle en jouissait à titre de douaire.
- En 1463 et 1466 des arrêts du Parlement de Paris contre les comtes de Nevers (Charles et Jean de Bourgogne) attestent que la seigneurie appartenait alors à Perette de la Rivière, dame de la Rocheguyon. Elle passa depuis successivement à différentes familles. Le comte de Jaucourt à qui Armande-Marguerite de Certaines la porta en mariage, la vendit vers 1708 à M. Fremin, président au Bureau de Paris[14].
- En 1694, les habitants sont condamnés à continuer de payer au chapitre de l’église cathédrale Saint-Cyr de Nevers et à l’abbaye de Notre-Dame également à Nevers la dîme des gros et petits blés et des pois[16].
- En 1724 a lieu une perquisition au château de Corvol dans la cadre d’une affaire de faux-monnayage[16].
- En 1911[17], le nombre d'habitants de Corvol-d’Embernard, qui compte 116 maisons (dont 16 sont inoccupées), s'élève à 254 individus. La commune compte 1 curé, 1 instituteur et 1 ex-institutrice, 1 garde champêtre, 1 garde forestier, 1 facteur et 3 cantonniers. Les commerçants se comptent sur les doigts de la main : 2 aubergistes, 1 aubergiste-épicière et 1 épicière. Il n’y a apparemment ni boulanger ni boucher. On peut ajouter à cette liste de commerçants 1 négociant et 1 commerçante, dont l’activité commerciale n’est pas précisée. Les artisans sont plus nombreux : 4 couturières, 2 maçons, 2 maréchaux-ferrants, 2 tonneliers, 2 cordonniers, 2 menuisiers, 1 lingère, 1 tisserand et 1 charron. 41 cultivateurs (dont 34 exploitent leur propre terre), 10 ouvriers agricoles (qualifiés généralement de domestiques), 7 journaliers, 2 jardiniers, 2 vignerons, 1 fermier, 1 berger et 1 apiculteur vivent du travail de la terre. On note également la présence dans la commune d’1 chef de gare, 2 poseurs[18] et 2 gardes-barrières employés par la compagnie des chemins de fer (PLM). Enfin, on recense 21 rentiers et rentières et 2 propriétaires, ainsi qu’une femme de chambre et un élève de l’ « école des arts ». 141 habitants n’exercent aucune profession. Au total, on relève à Corvol-d’Embernard 32 professions différentes. On y trouve, selon le recensement de 1911, ni médecin ni notaire ni sage-femme. Il n’y a aucun étranger dans la commune. Comme c’est souvent le cas dans la Nièvre, plusieurs familles du village ont en nourrice un « enfant assisté de la Seine » : il y a 10 enfants des « hospices » à Corvol-d’Embernard en 1911.
- En 1923, une décision de justice arrête que l’abbé Barrellon, occupant le presbytère depuis 1911, bien qu’il ait été relevé de ses fonctions, n’y a plus aucun droit canonique de résidence[19].

### Seigneurs
Les noms de plusieurs seigneurs sont connus :
- Jean de Courvol en 1285, Gaucher de Corvol en 1301 ;
- Antoine de Chabannes en 1485, Jean de Chabannes[20], comte de Dammartin vers 1501 ;
- Jean de la Rivière en 1505, François de La Rivière[21] en 1512, François de La Rivière le jeune en 1544, Jacques de La Rivière[22] en 1630 ;
- Pierre de Certaines en 1663, Charles de Certaines en 1666 ;
- Jean Louis de Jaucourt, marquis de Jaucourt seigneur de Vaux (époux d’Armande-Marguerite de Certaines) de 1704 à 1708 ;
- Michel Frémin[23], ancien président du Bureau des Finances à Paris, en 1713 et 1720 ;
- Antoine Ridois de Sancé en 1747 ;
- Étienne Boulard[24] en 1752 ;
- Jean-Baptiste de Lardemelle (1731-1794), probablement le dernier seigneur de Corvol en tant que tel.

Il est à noter que plusieurs des seigneurs connus (La Rivière, Lardemelle) se font appeler barons de Corvol d'Embernard.

### Armorial
| Blason de Corvol-d'Embernard | Blason  | De gueules à la croix ancrée d’or, cartonnée en chef de deux étoiles d’argent. Devise« nulle terre sans seigneur, nul seigneur sans titre ». |
| Blason de Corvol-d'Embernard | Détails | Blason de la famille de Corvol. Utilisé pour les plaques de rue.                                                                             |

Ci-dessous les blasons des principales familles ayant possédé et administré le fief de Corvol-d'Embernard :

Famille de Corvol (Courvol).
Famille de Chabannes.
Famille de La Rivière[26].
Famille de Certaines.

## Politique et administration
| Période                                  | Période   | Identité                                     | Étiquette | Qualité                 |
| ---------------------------------------- | --------- | -------------------------------------------- | --------- | ----------------------- |
| 1811                                     | 1826      | Léonard Denis Marquet                        |           |                         |
| 1826                                     | 1836      | Edme Jean-Baptiste Pichot                    |           |                         |
| 1837                                     | 1843      | Denis Adam                                   |           |                         |
| 1843                                     | 1846      | Edme Jean-Baptiste Pichot                    |           |                         |
| 1846                                     | 1876      | Jean-Baptiste Louis Deschamps de Courgy      |           |                         |
| 1876                                     | 1878      | Louis Dupont                                 |           |                         |
| 1878                                     | 1888      | François Devauges                            |           |                         |
| 1888                                     | 1913      | Charles Marie Émile Édouard Delangle de Cary |           |                         |
| 1914                                     | 1925      | Louis Pierre Augustin Rossignol              |           |                         |
| 1925                                     | 1935      | Louis Denis                                  |           |                         |
| 1935                                     | 1944      | Marcel Merland                               |           |                         |
| 1945                                     | 1947      | Célestin Mathur                              |           |                         |
| 1947                                     | 1950      | Fernand Denis                                |           |                         |
| 1950                                     | 1959      | Lucien Camille Thibault                      |           |                         |
| 1959                                     | 1965      | Armand Arthur Lièvre                         |           |                         |
| 1965                                     | 1968      | Lucien Camille Thibault                      |           |                         |
| 1968                                     | 1979      | Guy Roseti                                   |           |                         |
| 1979                                     | 1989      | Robert Roy                                   |           |                         |
| 1989                                     | 3 mois    | Jean-Pierre Poirier                          |           |                         |
| 1989                                     | 2001      | Raymond Lièvre                               |           |                         |
| 2001                                     | 2006      | Maurice Persechino                           |           |                         |
| mars 2007                                | mars 2014 | Jean-Michel Sévin                            |           | Journaliste indépendant |
| mars 2014                                | En cours  | Stéphane Délesmillières                      | DvG       | Employé                 |
| Les données manquantes sont à compléter. |           |                                              |           |                         |

## Démographie
L'évolution du nombre d'habitants est connue à travers les recensements de la population effectués dans la commune depuis 1793. Pour les communes de moins de 10 000 habitants, une enquête de recensement portant sur toute la population est réalisée tous les cinq ans, les populations de référence des années intermédiaires étant quant à elles estimées par interpolation ou extrapolation. Pour la commune, le premier recensement exhaustif entrant dans le cadre du nouveau dispositif a été réalisé en 2006.

En 2022, la commune comptait 116 habitants, en évolution de +31,82 % par rapport à 2016 (Nièvre : −3,28 %, France hors Mayotte : +2,11 %).
| 1793 | 1800 | 1806 | 1821 | 1831 | 1836 | 1841 | 1846 | 1851 |
| ---- | ---- | ---- | ---- | ---- | ---- | ---- | ---- | ---- |
| 456  | 496  | 547  | 520  | 541  | 479  | 541  | 531  | 506  |

| 1856 | 1861 | 1866 | 1872 | 1876 | 1881 | 1886 | 1891 | 1896 |
| ---- | ---- | ---- | ---- | ---- | ---- | ---- | ---- | ---- |
| 504  | 457  | 471  | 432  | 452  | 412  | 397  | 382  | 371  |

| 1901 | 1906 | 1911 | 1921 | 1926 | 1931 | 1936 | 1946 | 1954 |
| ---- | ---- | ---- | ---- | ---- | ---- | ---- | ---- | ---- |
| 330  | 296  | 269  | 215  | 212  | 206  | 190  | 174  | 185  |

| 1962 | 1968 | 1975 | 1982 | 1990 | 1999 | 2006 | 2011 | 2016 |
| ---- | ---- | ---- | ---- | ---- | ---- | ---- | ---- | ---- |
| 192  | 132  | 112  | 106  | 101  | 112  | 109  | 101  | 88   |

| 2021 | 2022 | - | - | - | - | - | - | - |
| ---- | ---- | - | - | - | - | - | - | - |
| 106  | 116  | - | - | - | - | - | - | - |

## Lieux et monuments

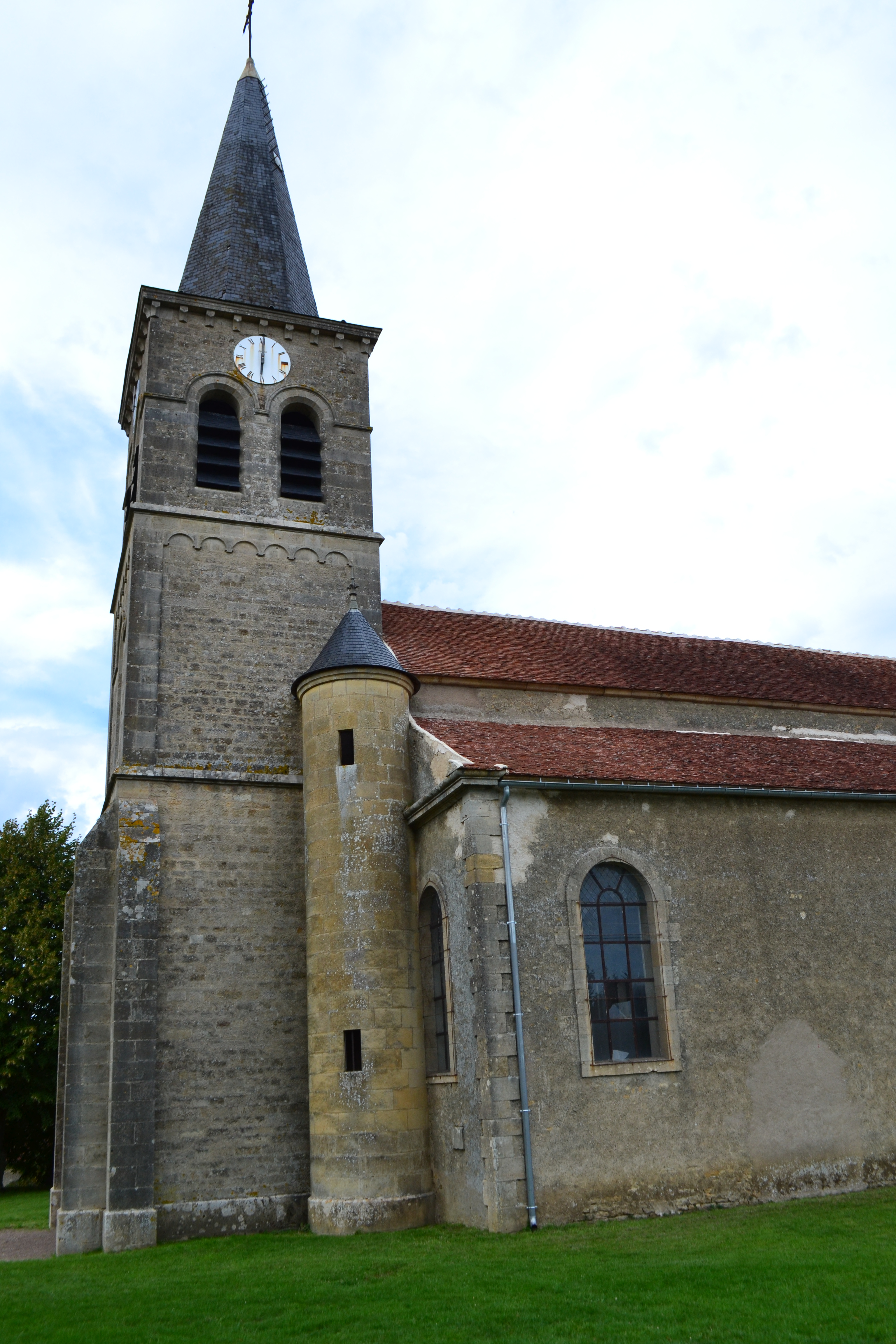
Église Saint-Gengoult.

Lors d’une promenade dans le village, on peut voir la grille et les deux pavillons d’entrée du château du XIXe siècle. L’ancienne ferme accolée au château est aujourd’hui transformée en chambres d’hôtes (4 épis) et salle d’exposition d’art contemporain de 180 m2. Son pigeonnier en bordure de route porte la date de 1812.
Corvol-d’Embernard est un joli village aux maisons étagées sur les collines. On y trouve quatre fontaines, de nombreux puits - dont certains possèdent une margelle taillée dans un seul bloc de pierre -, trois lavoirs - dont deux couverts -, trois croix de mission. Le village est traversé par le ruisseau du Canard qui autrefois animait le moulin aujourd’hui disparu.
L’église actuelle a été construite au point le plus haut, sur le site d’un ancien château disparu. Au XIVe siècle, un autre petit château a été construit au pied de la colline, près de la source du Canard, remplacé au fil des siècles par d’autres constructions jusqu’à la contemporaine datant du XIXe siècle.
- Le lavoir du Pétat : Le lavoir se trouve en bordure d'un chemin qui est l’ancienne route de Nevers (direction de Chazeuil). Ce lavoir à ciel ouvert trouve son originalité par sa profondeur de 3 m que l'on atteint par une série de marches.

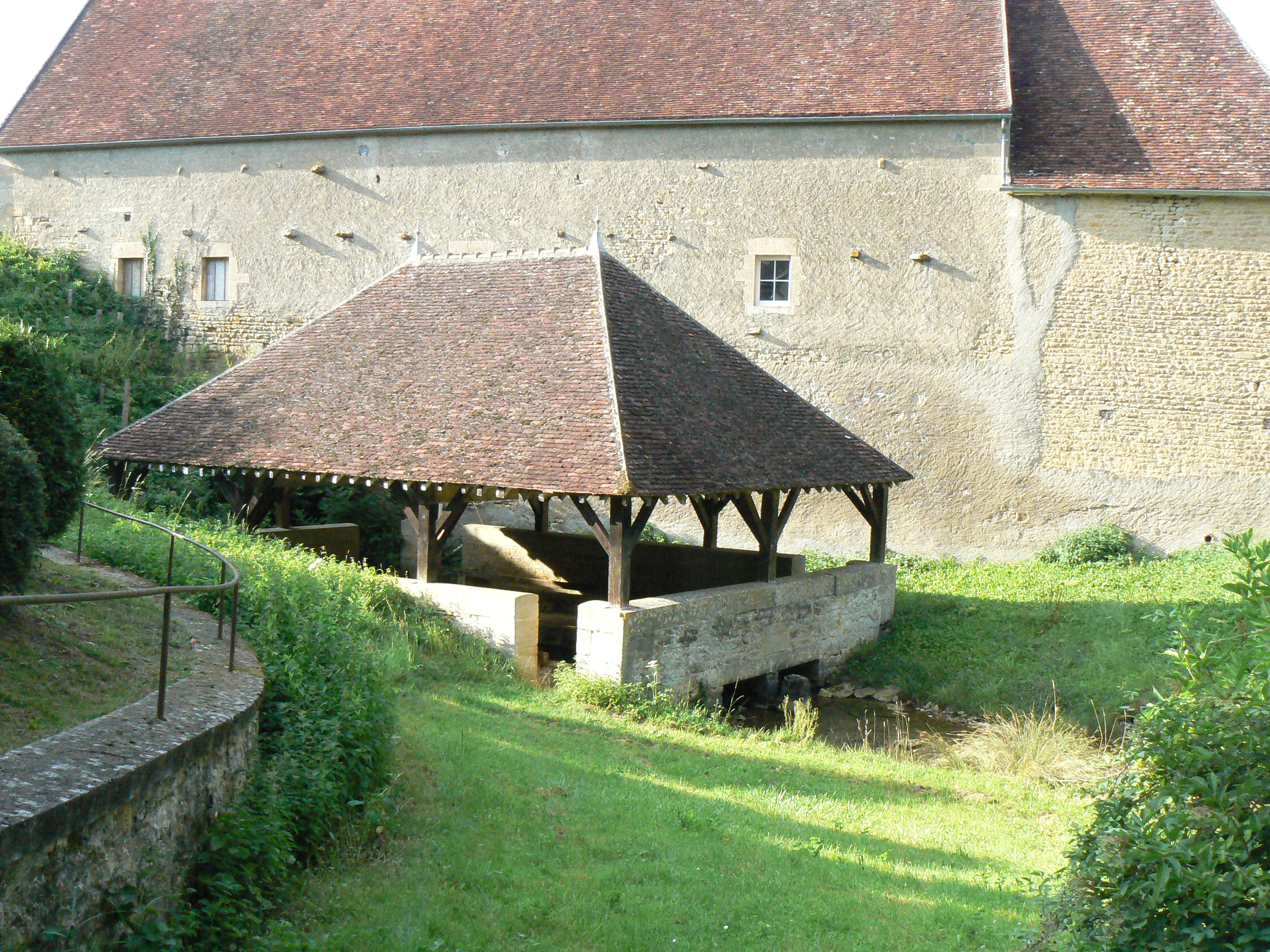
Le lavoir du Canard.

- La source du Canard et son lavoir[31] : On voit sortir le Canard de la colline d’un lac souterrain découvert en 1837 ; la galerie qui mène à ce lac est longue de 725 m. Les parois formées d’énormes pierres sont comme disposées par la main de l’homme d’où son premier nom de « canal ». Dans le lavoir qui date de 1824, de magnifiques dalles de pierre permettent de passer au-dessus de la source qui le traverse. De chaque côté du bassin, le long des murs, se trouvent des poutres en bois qui servaient à égoutter le linge.
- Le lavoir du Courtil : Ce lavoir de dimensions plus modestes est intéressant par le dessin très curieux de sa charpente, qui prend la forme d’un parapluie à partir d’un axe central. Ces deux lavoirs ont été récemment restaurés.
- La grange avec séchoir du XIXe siècle : Le séchoir était utilisé pour la récolte du chanvre, culture très pratiquée dans le canton et qui, selon l’étude d’un employé des domaines en 1843, « réussit bien dans toutes les localités ». Les draps, les torchons, les chemises étaient tissés en toile de chanvre. Devenu ruine, il a été racheté par un particulier qui le restaure en maison d'habitation et conserve ses caractéristiques originales.
- La bascule municipale : Il existe au milieu du village l’antique bascule municipale abritée par un petit cabanon de briques enduites et couvertes d’ardoises. Elle évoque un passé tout proche où les villageois et les habitants des communes alentour venaient peser bêtes et grains. Une restauration est envisagée afin de la préserver du temps qui passe.
- La maison curiale : Antérieure à 1798, elle fut rachetée puis restaurée en 1840 par la commune. Aujourd’hui, elle abrite la mairie et un logement communal.

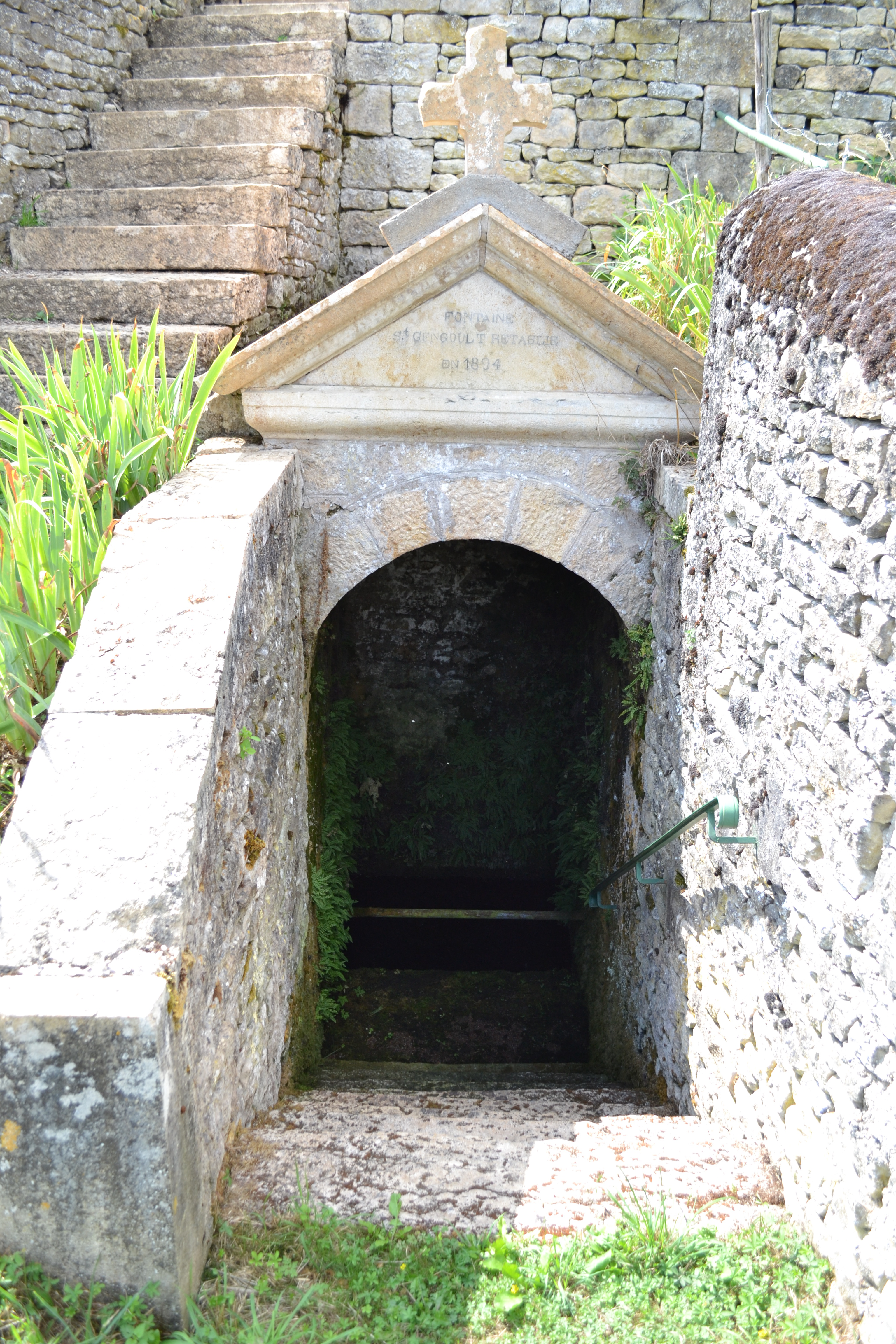
La fontaine de Saint-Gengoult (1894).

- La fontaine sacrée de Saint-Gengoult : saint patron de la commune – fêté le 11 mai. Derrière le cimetière, la fontaine sacrée devait exister de tout temps. Elle a été consacrée lors de la campagne de mission en 1894, qui la dota d’un retable en pierre taillée. On y accède par un escalier en pierre.
- L'église de Saint-Gengoult : Dédiée elle aussi au saint patron de la commune dont deux représentations sont proposées à l'intérieur. L'une par une statue qui le montre en costume romain, l'autre par un vitrail contemporain sur lequel il est en armure moyenâgeuse. Une peinture à l'huile du XIIIe représentant le Christ en croix, inscrit à ISMH, a été entièrement restaurée en 2013.
- Sculpture contemporaine : Equilibre est le nom de la sculpture réalisée par Florentin Tanas dans le cadre du symposium de sculpture international en 2011 auquel s'est associée la municipalité. Cette sculpture a été acquise avec l'aide financière de plusieurs particuliers. Elle est installée à l'entrée Sud de la commune.

## Personnalités liées à la commune

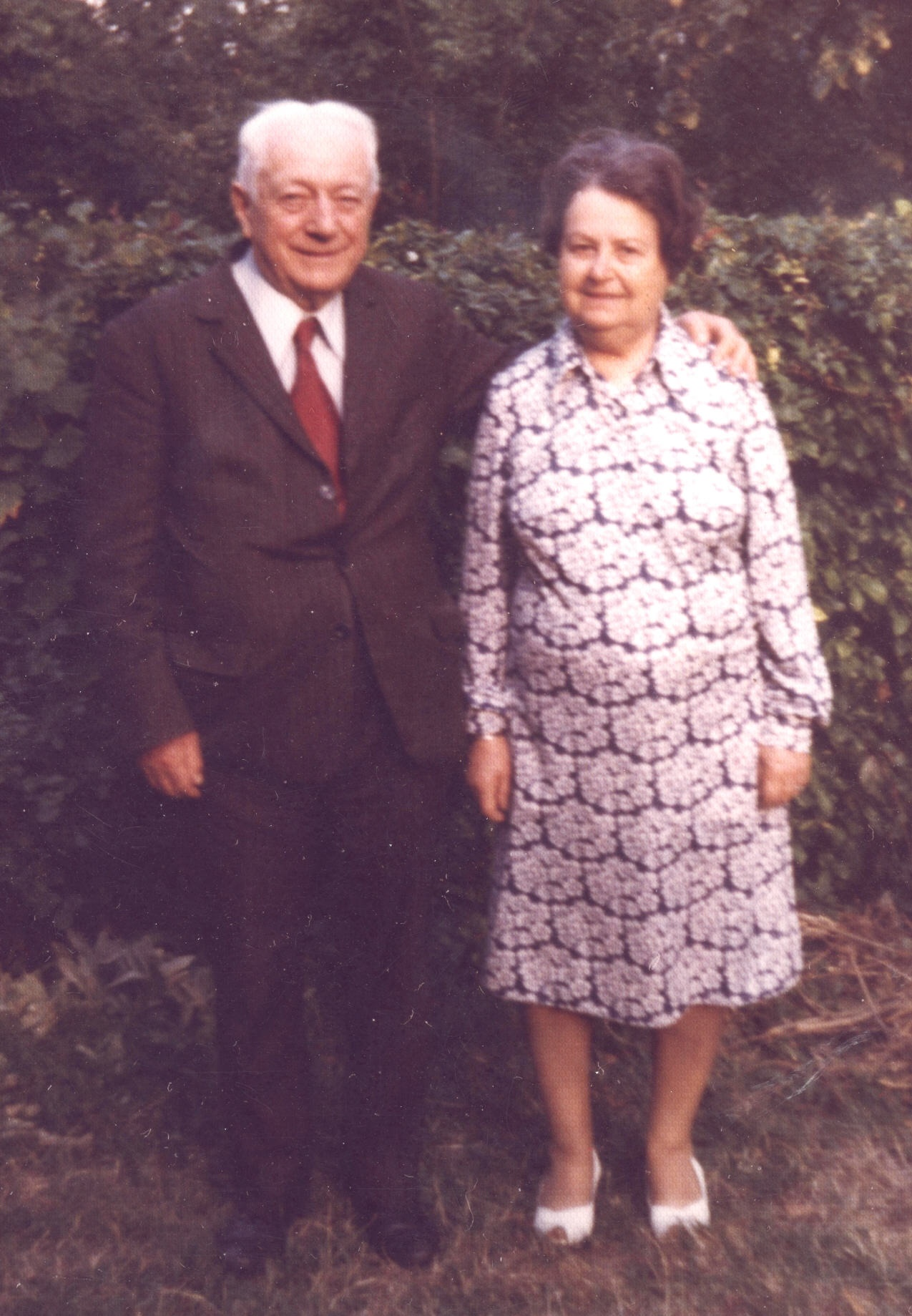
Romain Baron et sa femme dans les années 1960.

- Romain Baron (1898-1985), professeur de lettres et historien régionaliste, avait une maison de campagne et des terres dans la commune de Corvol-d'Embernard. Il y est enterré en compagnie de sa femme. Romain Baron est l'auteur de plusieurs études consacrées à l'histoire locale nivernaise, dont une Histoire de Corvol-d'Embernard (voir la bibliographie ci-dessous). Le cimetière de la commune porte son nom depuis 2013.
- Colonel E. Chambon (1897-1978), ancien directeur adjoint de la gendarmerie nationale pendant la Seconde Guerre mondiale. Né à Corvol d'Embernard, il habitait la commune, depuis sa retraite, dans la maison familiale. Il est enterré dans l'ancien cimetière en compagnie de son épouse.
- Pierre de Certaines, dit Pierre Certaines de Fricambault (1620-1666), chef d'escadre de la marine de Louis XIV. Né en 1620 au château de Villemolin dans la Nièvre, il sert au sein de la Marine royale, à la fin du règne de Louis XIII et au début de celui de Louis XIV, pendant la guerre de Trente Ans et la guerre franco-espagnole. Ses « excellents services dans la flotte » lui valent d'être promu au rang de chef d'escadre par Louis XIV, un rang qu'il occupe du 20 mai 1654 à sa mort. Il acquiert en 1660 de François de la Rivière la seigneurie de Corvol-Dam-Bernard (sic) et la terre de Saint-Martin-de-Vaux (cf. Mémoires de la Société Académique du Nivernais). Il meurt de la "fièvre pourprée" (probablement le typhus) à bord du "Saint-Louis", le 4 juin 1666 au large de Lagos (Andalousie). Il est enterré à Lagos avec les honneurs rendus par toute l'escadre. L'acquisition de Corvol est soldée par sa veuve en 1677 grâce au produit de la vente de quelques fiefs en Puisaye.
- L’un de ses fils, Charles de Certaines, dit "Chevalier de Courvol-Fricambault", hérite de la seigneurie de Corvol au décès de son père. Il est mineur (de 25 ans) à l’occasion d'un compte rendu de succession fait vers 1687 par sa mère, « dame Antoinette (Le Maistre de Grandchamp), demeurant en son château de Corvol ». Officier de marine lui aussi, il meurt sans descendance sur le pont de l'Intrépide, comme lieutenant de vaisseau dans l’escadre du comte de Toulouse, le 24 août 1704 durant la bataille navale de Velez-Malaga.
- Jean-Baptiste de Lardemelle (1731-1794), dernier seigneur de Corvol, fut condamné à mort et guillotiné le 15 mars 1794 sur la place de la Révolution à Paris (actuelle place de la Concorde)[32].